# 1832年逝世人物列表
下面是1832年逝世的知名人士列表。
1832年逝世人物列表：1月 - 2月 - 3月 - 4月 - 5月 - 6月 - 7月 - 8月 - 9月 - 10月 - 11月 - 12月

## 1-6月

### 1月10日
- 阿部正实

### 1月26日
- 亞歷山大·科克倫，英國海軍上將

### 1月27日
- 安德魯·貝爾，蘇格蘭教育家，印度馬德拉斯學院創始人

### 1月31日
- 讓-巴蒂斯特·沙依諾

### 2月2日
- 伊格納西奧·洛佩斯·雷翁，墨西哥獨立戰爭領袖[1]

### 2月3日
- 喬治·克雷布，英國詩人

### 3月4日
- 让-弗朗索瓦·商博良，歷史學家

### 3月10日
- 穆齐奥·克莱门蒂，意大利作曲家

### 3月12日
- 弗里德里希·库劳，丹麥作曲家

### 3月15日
- 奧托·威廉·馬辛，愛沙尼亞語言學家

### 3月22日
- 约翰·沃尔夫冈·冯·歌德，德國作家、藝術家、政治家

### 3月29日
- 奧地利-埃斯特的瑪麗亞·特蕾莎，撒丁島女王

### 4月3日
- 让·巴蒂斯特·盖，法國政治家、歷史學家

### 4月12日
- 沙德拉克·邦德，美國政治家，伊利諾伊州第一任州長

### 4月16日
- 亨利·卡西尼，法國植物學家

### 4月18日
- 讓娜-伊莉莎白·喬德，法國畫家

### 5月13日
- 喬治·居維葉，法國博物學家

### 5月23日
- 威廉·格兰特，英國律師、政治家和法官

### 5月28日
- 尼古拉·貝加斯，法國律師

### 5月31日
- 埃瓦里斯特·伽罗瓦，法國數學家

### 6月1日
- 讓·馬克西米連·拉馬克，法國將軍和政治家

### 6月5日
- 卡阿胡曼努，夏威夷王后

### 6月6日
- 杰里米·边沁，英國哲學家、法學家

### 6月10日
- 約瑟夫·希斯特，美國政治家

### 6月21日
- 黑森-達姆施塔特的阿瑪莉埃

### 6月23日
- 詹姆斯·霍爾，蘇格蘭地質學家

## 7-12月

### 7月22日
- 拿破仑二世

### 7月31日
- 愛德華·阿博特，澳大利亞軍人、政治家和法官

### 8月24日
- 尼古拉·卡诺，法國軍事工程師和物理學家

### 9月1日
- 約瑟夫·金霍恩，浸信會特別牧師

### 9月2日
- 法蘭茨·哈威爾·馮·紮克，奧地利科學編輯和天文學家

### 9月21日
- 沃尔特·司各特，蘇格蘭詩人和小說家

### 9月27日
- 卡尔·克里斯蒂安·弗里德里希·克劳泽，德國哲學家

### 10月11日
- 湯瑪斯·哈代，英國政治改革家

### 10月31日
- 安东尼奥·斯卡帕，義大利解剖學家

### 11月8日
- 瑪麗-讓娜·德·拉朗德，法國天文學家和數學家

### 11月12日
- 亨利·埃克福德，出生於蘇格蘭的美國造船廠、海軍建築師、工業工程師和企業家
- 巴納巴·奧里亞尼，義大利牧師

### 11月14日
- 查尔斯·卡罗尔，美國政治家

### 11月15日
- 讓-巴蒂斯特·賽伊，法國經濟學家，薩伊定律的創始人

### 11月18日
- 菲力浦·弗雷諾，美國詩人和記者